# العلاقات الصينية النيكاراغوية
العلاقات الصينية النيكاراغوية هي العلاقات الثنائية التي تجمع بين الصين ونيكاراغوا.

## مقارنة بين البلدين
هذه مقارنة عامة ومرجعية للدولتين:
| وجه المقارنة                                              | الصين                    | نيكاراغوا        |
| --------------------------------------------------------- | ------------------------ | ---------------- |
| المساحة (كم2)                                             | 9.60 مليون               | 130.38 ألف       |
| عدد السكان (نسمة)                                         | 1.33 مليار               | 6.22 مليون       |
| الكثافة السكانية (ن./كم²)                                 | 138.54                   | 47.71            |
| العاصمة                                                   | بكين                     | ماناغوا          |
| اللغة الرسمية                                             | اللغة الصينية القياسية   | اللغة الإسبانية  |
| العملة                                                    | رنمينبي                  | كوردبا نيكاراغوا |
| الناتج المحلي الإجمالي (بليون دولار)                      | 12.24 تريليون            | 13.81 مليار      |
| الناتج المحلي الإجمالي (تعادل القوة الشرائية) بليون دولار | 19.82 تريليون            | 31.63 مليار      |
| الناتج المحلي الإجمالي الاسمي للفرد دولار أمريكي          | 8.03 ألف                 | 2.09 ألف         |
| الناتج المحلي الإجمالي للفرد دولار أمريكي                 | 13.21 ألف                | 4.92 ألف         |
| مؤشر التنمية البشرية                                      | 0.728                    | 0.631            |
| رمز المكالمات الدولي                                      | +86                      | +505             |
| رمز الإنترنت                                              | .cn، .中国 ‏، .中國 ‏      | .ni              |
| المنطقة الزمنية                                           | توقيت الصين، ت ع م+08:00 | 00               |

## منظمات دولية مشتركة
يشترك البلدان في عضوية مجموعة من المنظمات الدولية، منها:
| علم المنظمة | اسم المنظمة                               | تاريخ انضمام الصين | تاريخ انضمام نيكاراغوا |
| ----------- | ----------------------------------------- | ------------------ | ---------------------- |
|             | مؤسسة التنمية الدولية                     | 24 سبتمبر 1960     | 30 ديسمبر 1960         |
|             | يونسكو                                    | 4 نوفمبر 1946      | 22 فبراير 1952         |
|             | وكالة ضمان الاستثمار متعدد الأطراف        | 30 أبريل 1988      | 12 يونيو 1992          |
|             | الأمم المتحدة                             | 25 أكتوبر 1971     | 24 أكتوبر 1945         |
|             | الاتحاد البريدي العالمي                   | ?                  | ?                      |
|             | البنك الدولي للإنشاء والتعمير             | 27 ديسمبر 1945     | 14 مارس 1946           |
|             | الاتحاد الدولي للاتصالات                  | 1 سبتمبر 1920      | 12 مايو 1926           |
|             | منظمة حظر الأسلحة الكيميائية              | ?                  | ?                      |
|             | مؤسسة التمويل الدولية                     | 15 يناير 1969      | 20 يوليو 1956          |
|             | المركز الدولي لتسوية المنازعات الاستشارية | 6 فبراير 1993      | 19 أبريل 1995          |
|             | منظمة التجارة العالمية                    | 11 ديسمبر 2001     | ?                      |
|             | منظمة الشرطة الجنائية الدولية             | ?                  | ?                      |

## وصلات خارجية
- موقع وزارة الخارجية الصينية
- موقع وزارة الخارجية النيكاراغوية